# HaMahane HaMamlachti
HaMachane HaMamlachti (hebräisch הַמַּחֲנֶה הַמַּמְלָכְתִי HaMaḥaneh haMamlachtī, deutsch ‚Staatslager‘) war ein israelisches politisches Bündnis, das von den Parteien Kachol Lavan (Blau-Weiß), Tiqwa Chadascha (Neue Hoffnung) sowie von Gadi Eizenkot und Matan Kahana vereinbart wurde. Das Bündnis wurde gegründet, um an der Parlamentswahl 2022 teilzunehmen. Im März 2024 verließ Gid'On Sa'ar und seine Partei Tiqwa Chadascha das Bündnis. Im Juli 2025 verließen die zwei Unabhängige das Bündnis, daher wurde das Bündnis aufgelöst. Die Partei Kachol Lavan nannte sich daraufhin Kachol Lavan Hosen LeYisrael (wörtlich: „Blau-weiße Widerstandsfähigkeit für Israel“).

## Geschichte
Benny Gantz und Gidʿon Saʿar riefen am 10. Juli ein Bündnis zwischen deren zwei Parteien aus, das ursprünglich Kachol Lavan Tiqwa Chadascha („Blau-Weiß–Neue Hoffnung“) hieß. Gadi Eisenkot und Matan Kahana traten am 14. August dem Bündnis bei. An diesem Tag wurde das Bündnis zur Partei der nationalen Einheit unbenannt.

## Zusammensetzung
| Name | Name                  | Ausrichtung                     | Position     | Vorsitzender | aktuelle Abgeordnete |
| ---- | --------------------- | ------------------------------- | ------------ | ------------ | -------------------- |
|      | Kachol Lavan (Partei) | Zionismus, Liberalismus         | Mitte        | Benny Gantz  | 8/120                |
|      | Tiqwa Chadascha       | Zionismus, Nationalliberalismus | Mitte-rechts | Gidʿon Saʿar | 5/120                |
|      | Unabhängige           |                                 |              |              | 2/120                |

## Parteivorsitzender
| Parteivorsitzender | Parteivorsitzender | Parteivorsitzender | Antritt | Rücktritt   |
| ------------------ | ------------------ | ------------------ | ------- | ----------- |
|                    |                    | Benny Gantz        | 2022    | noch im Amt |

## Wahlergebnisse
| Wahl                | Stimmen | %   | Mandate  |
| ------------------- | ------- | --- | -------- |
| Parlamentswahl 2022 | 432.376 | 9,1 | 12 / 120 |